# Lubomír Jegla
Lubomír Jegla (* 17. ledna 1953) je bývalý český fotbalový útočník. Jeho otec Alois Jegla hrál I. ligu v 50. letech za Křídla vlasti Olomouc, jeho mladší bratr Ladislav Jegla hrál v lize v 80. letech za Sigmu Olomouc.

## Fotbalová kariéra
V československé lize hrál za Slavii Praha. Nastoupil ve 3 ligových utkáních, gól v lize nedal. V nižších soutěžích hrál i za AŠ Mladá Boleslav a Spolanu Neratovice.

## Ligová bilance
| Ročník                                   | Zápasy | Góly | Klub               |
| ---------------------------------------- | ------ | ---- | ------------------ |
| 1. československá fotbalová liga 1975/76 | 2      | 0    | Slavia Praha       |
| 1. československá fotbalová liga 1976/77 | 1      | 0    | Slavia Praha       |
| Česká národní fotbalová liga 1978/79     | -      | -    | AŠ Mladá Boleslav  |
| Česká národní fotbalová liga 1978/79     | -      | -    | Spolana Neratovice |
| CELKEM 1. liga                           | 3      | 0    |                    |